# Баямо
Бая́мо (ісп. Bayamo) — муніципалітет і місто на Кубі, Гранмська провінція. Адміністративний центр провінції. Розташоване на південному сході країни. Одне із найбільших міст Східного регіону. Засноване 1513 року іспанським конкістадором Дієго Веласкесом. Великий транспортний центр.

## Релігія
- Центр Баямо-Мансанільйоської діоцезії Католицької церкви.